# 田代ほけきょ
田代 ほけきょ（たしろ ほけきょ、1980年4月1日 - ）は、日本のイラストレーター、コンセプトアーティスト、ストーリーアーティスト、デザイナー、漫画家、ライトノベル作家、絵コンテ作家。男性。栃木県宇都宮市出身。本名：田代篤史。
大学を卒業後、ゲーム会社のフロム・ソフトウェア、スクウェア・エニックス、CG映像会社のマーザ・アニメーションプラネットを経てフリーランスに。
2007年に飛鳥新社の『季刊エス』にて「朝凪の樹」で漫画家デビュー。2009年は『月刊コミックガム』（ワニブックス）にてSF漫画『Deep Forest』を連載。2010年以降は、その独特な世界観でゲームを中心に、アニメ、小説、映画などで幅広く活動。

## 作品リスト
- 朝凪の樹（2007年、季刊エス、飛鳥新社）
- りんごとルビー（2008年、robot、ワニマガジン）
- Deep Forest（2009年 - 2010年、月刊コミックガム、ワニブックス、全2巻）

## 漫画以外の活動

### ゲーム
- SHADOW TOWER ABYSS（2002年、モンスターデザイン・宣伝用イラスト、フロム・ソフトウェア）
- O・TO・GI 〜百鬼討伐絵巻〜（2002年、モンスター・背景デザイン、フロム・ソフトウェア）
- 九怨（2003年、モンスター・背景デザイン、フロム・ソフトウェア）
- ファイナルファンタジーXI プロマシアの呪縛（2003年、モンスターデザイン・テクスチャ、スクウェア・エニックス）
- ファイナルファンタジーXI アトルガンの秘法（2004年、モンスターデザイン・テクスチャ、スクウェア・エニックス）
- 携帯電話用ロールプレイングゲーム（2005年、モンスターデザイン）
- ファンタジーアース ゼロ（2006年、武器・装備デザイン、スクウェア・エニックス）
- ロンド・リーフレット（2007年、背景デザイン、Littlewitch）
- アルトネリコ3 世界終焉の引鉄は少女の詩が弾く（2009年、コンセプトアート・背景デザイン、ガスト、バンダイナムコゲームス）
- チェインクロニクル （2013年、ソーシャルゲームカードイラスト、セガゲームス）
- セブンスドラゴン2020-II （2013年、イメージボード・背景デザイン、セガゲームス）
- カード戦隊ヒーローズ （2014年、キャラクターデザイン、ハンゲーム、講談社）
- 幻影異聞録♯FE （2015年、イメージアート・背景・モンスターデザイン、アトラス、任天堂）
- 蒼き革命のヴァルキュリア （2017年、オープニングムービーの企画・脚本・演出・絵コンテ、セガゲームス）

### アニメーション
- THE GIFT（2016年、企画・脚本・演出・ストーリーボード・コンセプトアート、マーザ・アニメーションプラネット）
- こねこのチー ポンポンらー大冒険（2016年10月2日 - 2017年9月24日、絵コンテ、マーザ・アニメーションプラネット）

### イラスト
- windows100%（2005年、カットイラスト、晋遊舎）
- 月刊Newtype（2008年、新世紀エヴァンゲリオンイラスト、角川書店）
- 復活の日　小松左京著　新井リュウジ翻案（2009年、表紙イラスト、ポプラ社）
- モンスターハンターポータブル3rdオフィシャルアンソロジーコミック〈Vol.4〉（2011年、口絵イラスト、カプコン）
- モンスターハンターポータブル3rdオフィシャルアンソロジーコミック〈Vol.5〉（2012年、表紙イラスト、カプコン）
- 偏差値70の野球部 松尾清貴著（2012年、表紙イラスト、小学館文庫）
- NO WAY OUT　松尾清貴著（2014年、表紙イラスト、小学館文庫）
- 金脈 The OILSHOCK！　嶽本野ばら著（2014年、表紙イラスト、小学館文庫）